# Wilhelm Leibl
Wilhelm Leibl (ur. 23 października 1844 w Kolonii, zm. 4 grudnia 1900 w Würzburgu) – wybitny niemiecki malarz realistyczny i portrecista.

## Życiorys
Leibl rozpoczął naukę rysunku w wieku 16 lat. W 1869 ukończył studia w monachijskiej Akademii Sztuk Pięknych.
Za namową Gustave'a Courbet'a przeprowadził się pod koniec 1869 do Paryża, lecz wkrótce powrócił ze względu na wybuch wojny francusko-pruskiej. Od 1873 obracał się poza głównym środowiskem artystycznym i mieszkał w Górnej Bawarii. Zgromadził jednak wokół siebie grono zwolenników, tzw. Leibl-Kreis, wśród których byli m.in. Wilhelm Trübner i Carl Schuch. Zaprzyjaźnił się też z Maxem Liebermannem. W 1892 został mianowany profesorem swojej macierzystej uczelni.

## Wybrane dzieła[a]

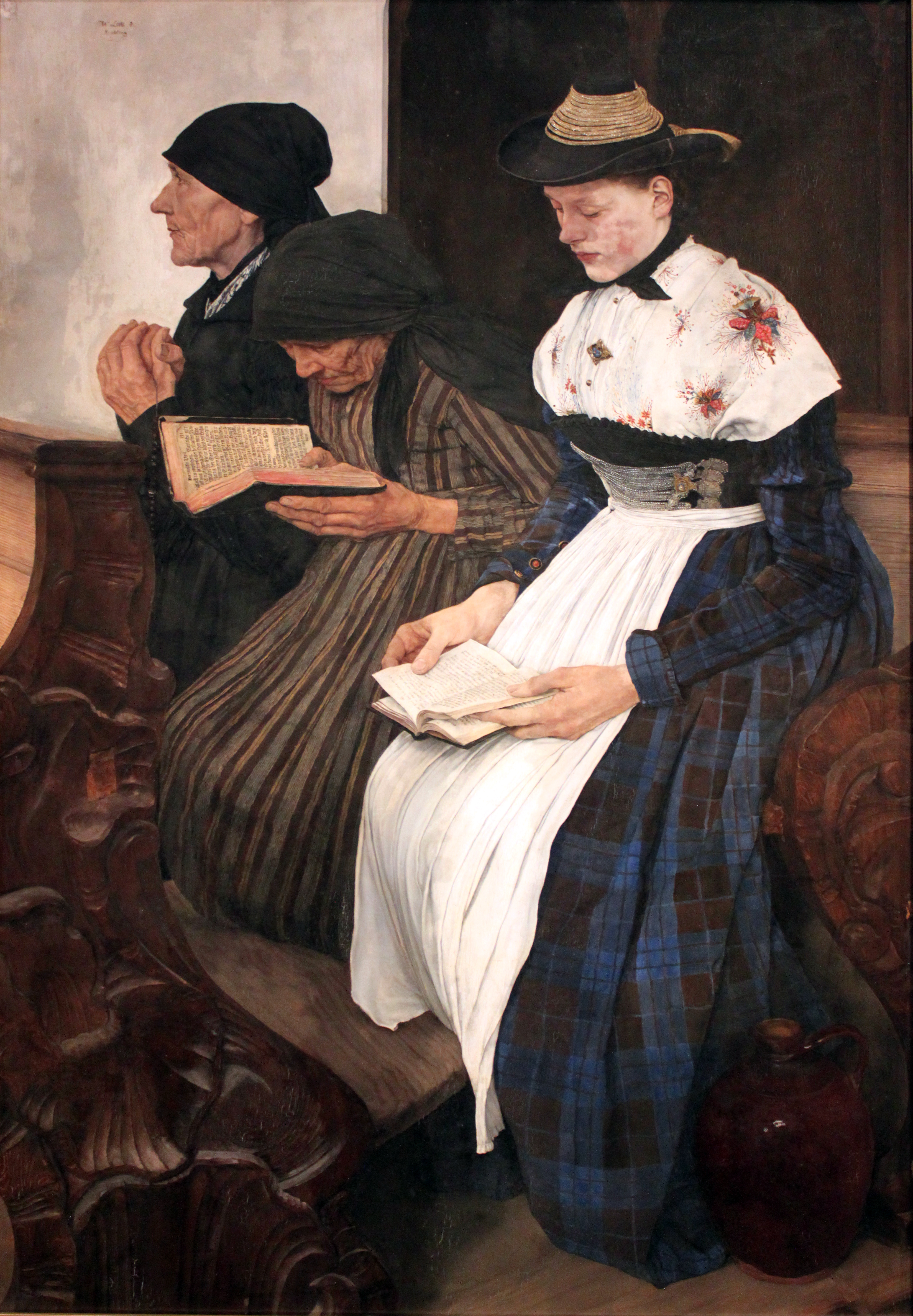
Drei Frauen in der Kirche (1878-1882)

- Mina Gedon (1868/69) – Nowa Pinakoteka, Monachium
- Burmistrz Klein (1871) – Gemäldegalerie, Berlin
- Nina Kirchdorffer (1871-1872) – Nowa Pinakoteka, Monachium
- Trzy kobiety w kościele (1878-1882) – Hamburger Kunsthalle, Hamburg
- Myśliwi (1882-1886) – fragmenty w kilku niemieckich muzeach
- Czytelnicy gazet (1891) – Muzeum Folkwang, Essen
- Leibl i Sperl na polowaniu na kuropatwy (1892-1895) – Nowa Pinakoteka, Monachium
- Dziewczyna przy oknie: Babette Jordan (1899) – Muzeum Ludwig, Kolonia